# Fayçal Bentaleb
Fayçal Bentaleb (en arabe : فيصل بن طالب), est un homme politique algérien né le 16 juillet 1973 à Constantine, en Algérie.
Depuis mars 2023, il est Ministre du Travail, de l'Emploi et de la Sécurité Sociale.

## Biographie

### Formation et diplômes
Fayçal Bentaleb est titulaire d'une licence en droit obtenue à la Faculté de droit d'Alger en 2001. Il a également obtenu un Certificat d’aptitude professionnelle (CAPA) et un PGS en diplomatie à la même université en 2002 et 2003 respectivement.

### Parcours professionnel
De 1996 à 1999, Fayçal Bentaleb a été membre du Haut Conseil de l'Éducation, rattaché à la Présidence de la République.
De 2004 à 2007, Fayçal Bentaleb a travaillé comme cadre à la direction générale du groupe Cosider.

### Parcours politique
Fayçal Bentaleb est membre du Mouvement El-Bina.
Entre 2007 et 2018, Fayçal Bentaleb a travaillé dans différents ministères algériens, notamment au ministère de l'Aménagement du Territoire et du Tourisme, où il a occupé le poste de sous-directeur du partenariat pour la protection de l'environnement de 2007 à 2010. Il a également travaillé au ministère de l'Aménagement du Territoire et de l'environnement, où il a été chargé d'études et de synthèse de 2013 à 2015.
Entre 2018 et 2022, Fayçal Bentaleb a travaillé au ministère du Travail, de l'Emploi et de la Sécurité Sociale, où il a occupé les postes de chargé d'études et de synthèse, puis de directeur de la législation et de la réglementation de la sécurité sociale et de la mutualité sociale.
En 2021, Fayçal Bentaleb a été nommé directeur général de la Caisse nationale de la sécurité sociale des non-salariés (CASNOS), avant de devenir directeur général de la Caisse nationale des assurances sociales des travailleurs salariés (CNAS) en 2022.
En 2023, il a été nommé ministre du Travail, de l'Emploi et de la Sécurité Sociale,.